# Fajszalábádi óratorony
A fajszalábádi óratorony a pakisztáni Fajszalábád egyik legjelentősebb brit építészeti emléke a 20. század elejéről. A köznyelvben gyakran nevezik Ghanta Gharnak is, ami urdu nyelven óraház vagy óralakhely jelentéssel bír, és amit általánosságban is használnak az óratornyok elnevezésére.

## Története
Fajszalábád történetében az első óratorony az Öntözési Hivatal épületének közelében épült. Ez amellett, hogy tájékoztatta az időről az embereket, egy csapadékmennyiség-mérővel is el volt látva, a britek pedig a torony harangját használták, amikor össze akarták csődíteni a lakosságot, például adóbegyűjtés vagy egy fontos hirdetmény közzétételének céljából. Tetején egy nyilat helyeztek el, de erről megoszlanak a vélemények, hogy merre mutatott: egyesek szerint a belváros irányába, mások szerint a mekkai Kába szentély felé, hogy segítse a helyi muszlimokat abban, hogy tudják, merrefelé fordulva kell imádkozniuk. Hamarosan felépültek a város első brit műemlékei is, de a muszlim közösség úgy érezte, ezek a műemlékek csak a helyi hindukhoz köthetők, ezért úgy döntöttek, felépítenek egy saját, őket megjelenítő műemléket is Viktória királynő tiszteletére. Végül mielőtt ez az önálló muszlim épület megépült volna, a brit adminisztráció meggyőzte őket, hogy inkább a többi vallási közösséggel összefogva építsenek fel valamit: egy új óratornyot.
Az épület alapjait Sir Charles Riwaz, Pandzsáb kormányzó-főhadnagya tette le 1903. november 14-én. Az építkezésre összegyűjtött pénzt az önkormányzat kapta meg, amely ezek után vállalta a munkálatok befejezését. Ez a pénz a mezőgazdasági területekre kivetett különadóból származott.
Azt a régi városrészt, amelynek a középpontjában a torony áll, Desmond Yong építész úgy tervezte meg, hogy a központban nyolc sugárút fusson össze, így felülnézetből az úthálózat hasonlítson az Egyesült Királyság zászlajára. Az óratorony helyén addig egy kút tátongott, amelyet a közeli Rám Deváli farmjairól hozott földdel tömtek be. Az építéshez használt vöröshomokkő Szángla Hillből származott. Ezeknek a köveknek nagy tömbjeit (megmunkálás után) olyan szakemberek építették be a toronyba, akik között az a Guláb Hán is megtalálható volt, aki az agrai Tádzs Mahalt építő családhoz tartozott. Az óraszerkezet Bombayből származott. Az építkezés, amelynek összköltsége elérte a 40 000 rúpiát, végül 1906 decemberében fejeződött be. Felavatására később került sor: ezt  Sir Lion Toper pénzügyi biztos végezte helyi polgárok százainak jelenlétében.
A 2010-es évekre az építmény állapota valamelyest leromlott: a vakolat hullani kezdett, a lépcsőkön és a külső oszlopokon repedések jelentek meg, a rácsozatok eltörtek, a tetőbe pedig madarak fészkelték be magukat. Környezetében annyi változás történt az idők során, hogy az eredetileg az építéskor kiépített négy szökőkútból kettő eltűnt.

## Leírás
Az építőanyaga miatt jellegzetesen vöröses színű torony Fajszalábád egyik belső városrészében, egy kör alakú téren található, ahol nyolc út, nyolc különféle bazár fut össze. Mindegyik bazárnak megvannak a saját jellegzetes árui.
Alaprajza négyzetes, és mind a négy oldalról közel azonosan néz ki. Az alsó szint mind a négy oldalán két-két oszlop fogja közre a földszinti ablakokat illetve az egyik oldalon a bejáratot, az oszlopok fölött pedig timpanon látható. Ezek fölött még oldalanként két díszes keretezésű ablak látható, majd egy-egy óra, legfölül pedig a fiatornyokkal díszített csúcsépítmény. A tornyon levő felirat arról tanúskodik, hogy az építményt (a nem sokkal az építkezés kezdete előtt elhunyt) Viktória brit királynő emlékére létesítették. Összesen egyébként négy felirat van, amelyek a négy helyi vallási közösséget jelenítik meg: a muszlimokat, a szikheket, a hindukat és a keresztényeket.
A torony körüli teret (főként választási kampány idején) gyakran használják a különböző politikai pártok tüntetések, gyűlések megrendezésére, de vallási események helyszínéül is szolgál.

## Képek

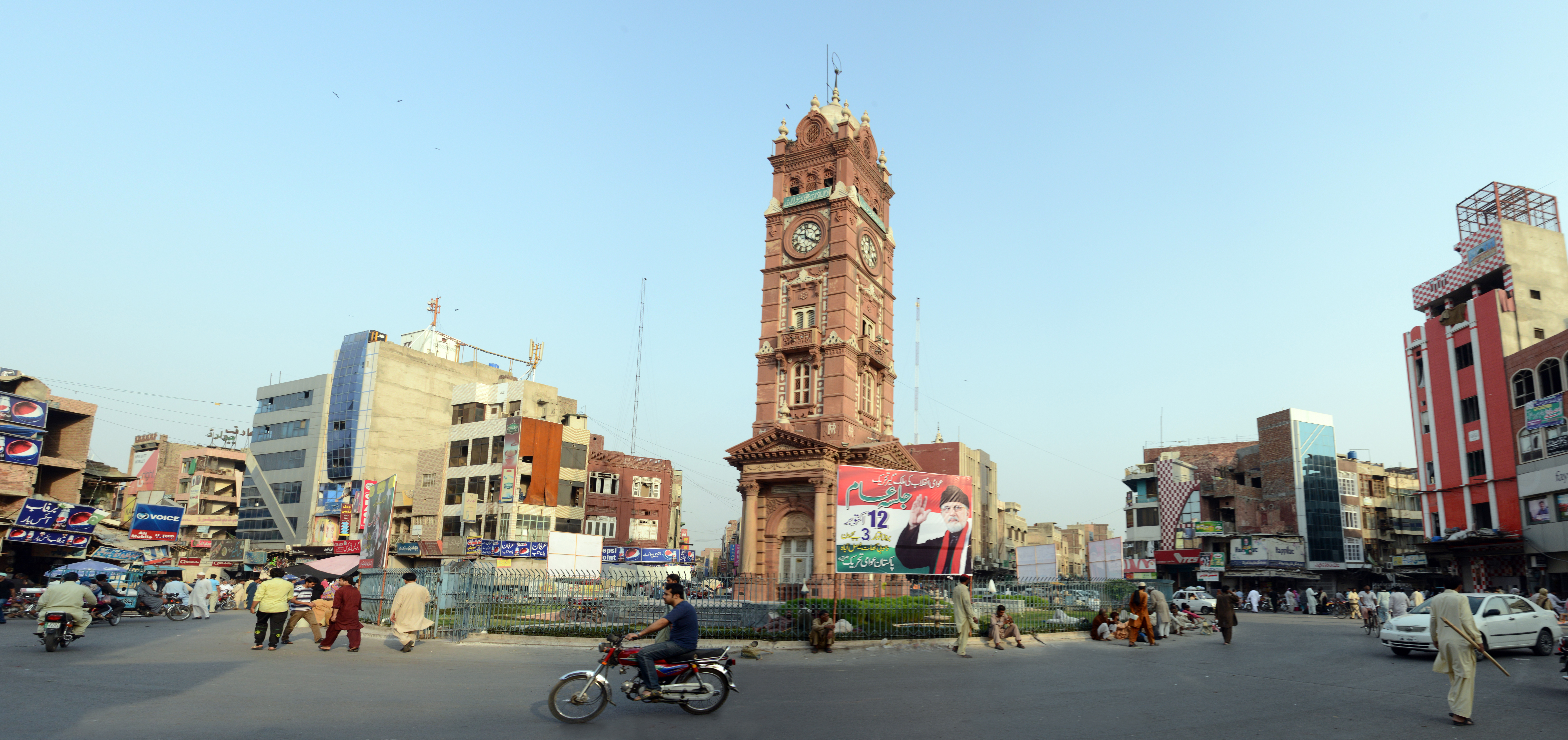
Az óratorony és környezete nagy felbontású képen
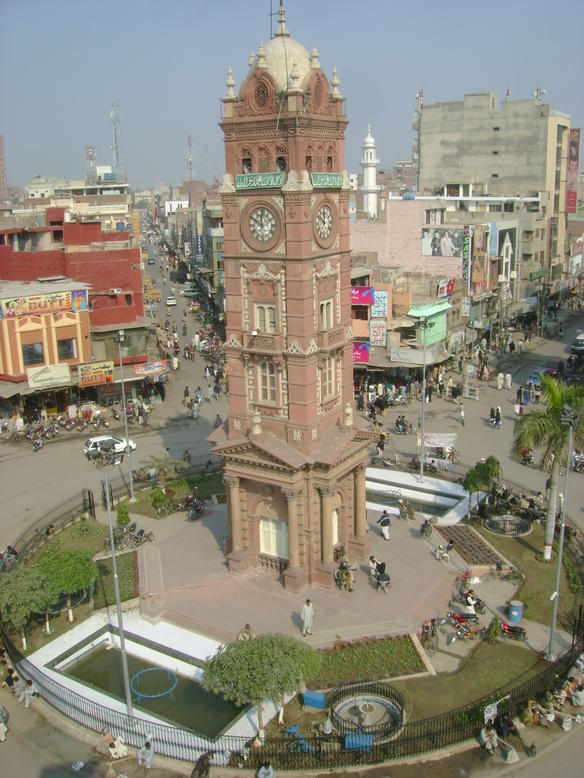
Légi felvétel
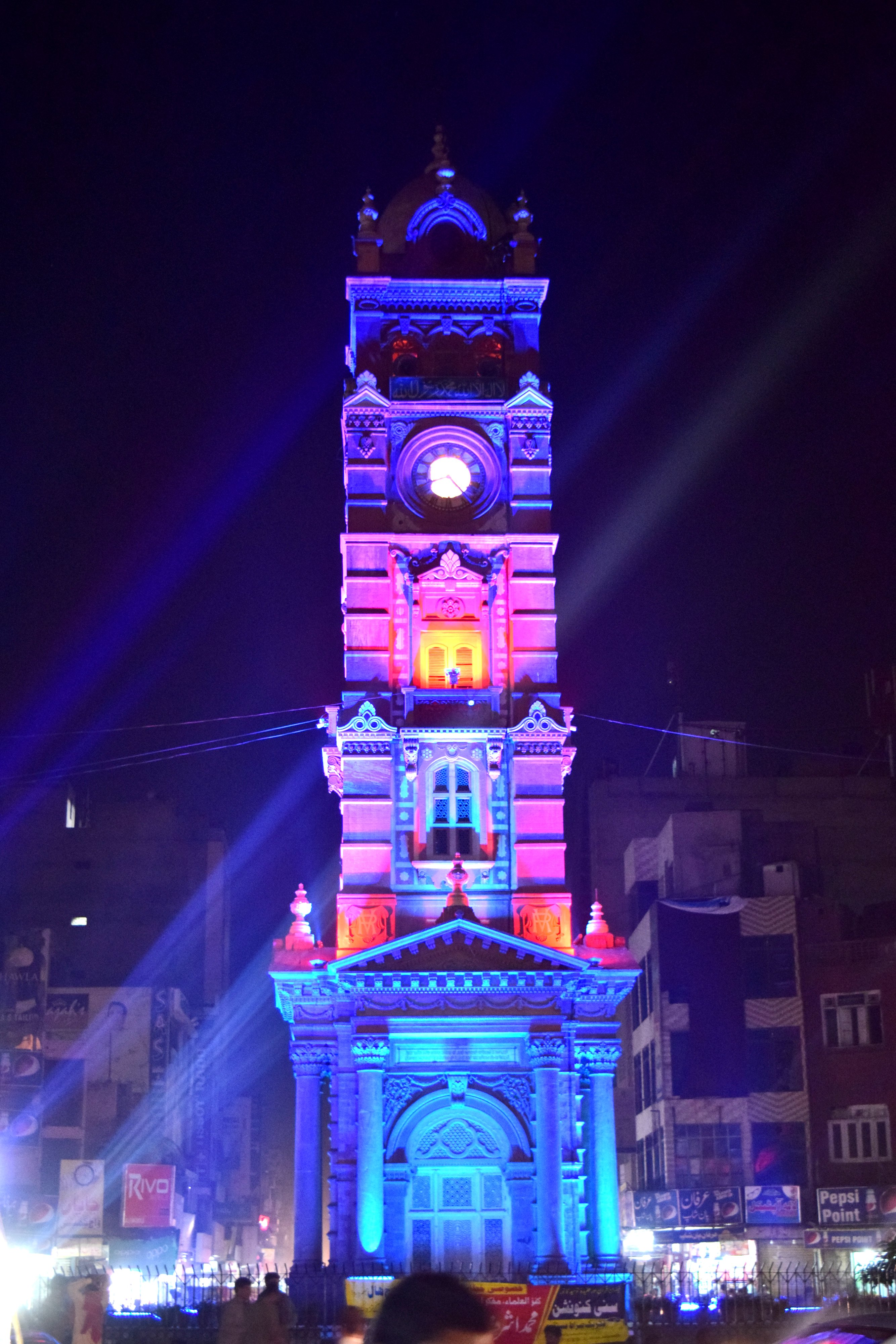
Éjjeli díszkivilágításban
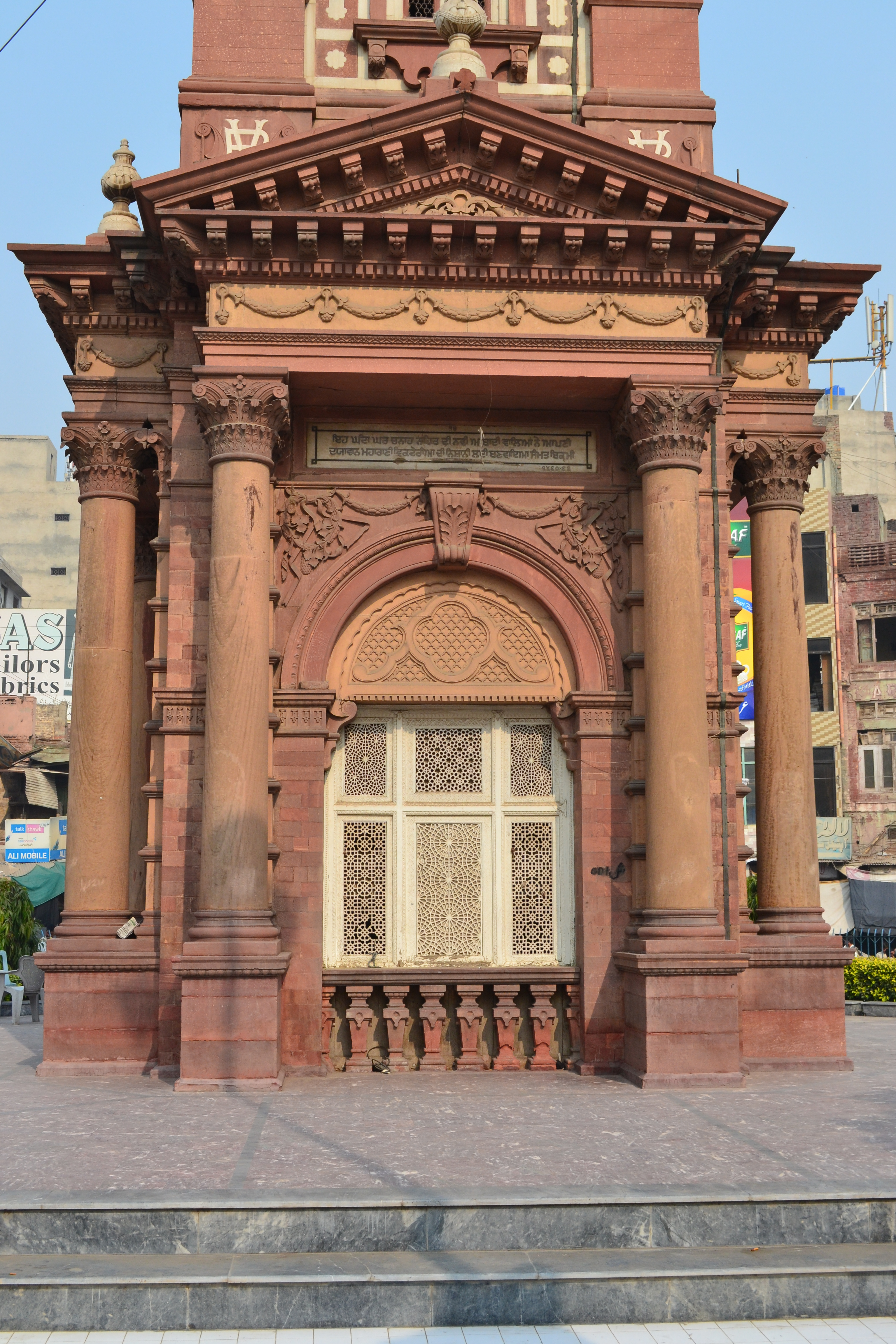
A torony alsó része